# Jay DeMarcus
Jay DeMarcus, nato Stanley Wayne DeMarcus Jr. (Columbus, 26 aprile 1971), è un bassista statunitense, membro del gruppo country Rascal Flatts.

## Biografia
È nato nell'Ohio. È cugino di secondo grado di Gary LeVox.
Ha prodotto l'album del 2006 Chicago XXX, per la band Chicago. Il 4 marzo 2010, DeMarcus è stato guest star nel telefilm CSI: Crime Scene Investigation, in cui lui e tutta la band interpretavano se stessi. Nella puntata viene fulminato dalla sua chitarra proprio durante una performance a Las Vegas, lasciandolo con un'amnesia totale.